# Liobagrus reinii
Liobagrus reinii és una espècie de peix de la família dels amblicipítids i de l'ordre dels siluriformes.

## Hàbitat
És un peix d'aigua dolça i de clima temperat.

## Distribució geogràfica
Es troba a Àsia: el Japó.